# شهرستان حزم
شهرستان حزم (به عربی: مدیریة الحزم)، شهرستانی در یمن است که در استان جوف واقع شده است.

## خصوصیات
شهرستان حزم، ۳۰٬۹۵۲ نفر جمعیت دارد.